# Agos-Vidalos
Agos-Vidalos är en kommun i departementet Hautes-Pyrénées i regionen Occitanien i sydvästra Frankrike. Kommunen ligger i kantonen Argelès-Gazost som tillhör arrondissementet Argelès-Gazost. År 2022 hade Agos-Vidalos 393 invånare.

## Befolkningsutveckling
Antalet invånare i kommunen Agos-Vidalos
| Referens: INSEE |